# Discípulas de Santa Teresa del Niño Jesús
La Congregación de las Discípulas de Santa Teresa del Niño Jesús (oficialmente en italiano: Congregazione delle Discepole di Santa Teresa di Gesù Bambino) es una congregación religiosa católica femenina, de vida apostólica y de derecho pontificio, fundada por el canónigo italiano Antonio Migliaccio, en Qualiano, en 1926. A las religiosas de este instituto se les conoce como discípulas de Santa Teresa y posponen a sus nombres las siglas D.S.T.

## Historia
Antonio Migiaccio, canónigo de la parroquia de Qualiano, de la provincia de Nápoles (Italia), dio origen a un sodalicio de mujeres, con el fin de atender el orfanato del pueblo, en 1926. Más tarde, alguna de ellas, formaron una pía sociedad que se encargaría de administrar la obra.
Carmine Cesarano, obispo de Anversa, aprobó la pía sociedad, como congregación de derecho diocesano, el 15 de diciembre de 1962, con el nombre de Discípulas de Santa Teresa del Niño Jesús, y vistió el hábito de las primeras religiosas. El papa Pablo VI, mediante Decretum laudis, del 19 de julio de 1969, elevó el instituto a congregación religiosa de derecho pontificio.

## Organización
La Congregación de las Discípulas de Santa Teresa del Niño Jesús es una organización religiosa internacional y centralizada, de derecho pontificio, cuyo gobierno es ejercido por una superiora general, coadyuvada por su consejo. La sede central se encuentra en Qualiano (Italia).
Las discípulas de Santa Teresa se dedican a la asistencia de la infancia abandonada y de los ancianos, en sus centros de acogida, orfanatos y casas de reposo. En 2015, el instituto contaba con unas 235 religiosas y 27 comunidades, presentes en Filipinas, Indonesia, Italia y Madagascar.